# Déli dolmányos hangyász
A déli dolmányos hangyász (Tamandua tetradactyla) az emlősök (Mammalia) osztályának vendégízületesek (Xenarthra) öregrendjébe és a szőrös vendégízületesek (Pilosa) rendjébe, ezen belül a hangyászok (Vermilingua) alrendjébe és a hangyászfélék (Myrmecophagidae) családjába tartozó faj.
Az állat a Tamandua emlősnem típusfaja.

## Előfordulása
A déli dolmányos hangyász Dél-Amerikában található meg Venezuelától és Trinidadtól Észak-Argentínáig, Dél-Brazíliáig és Uruguayig a tengerszint feletti 2000 méteres magasságig.
Különböző nedves és száraz erdőkben él, beleértve a trópusi esőerdőket, szavannákat és bozótokat. Úgy tűnik, hogy a leggyakrabban a patakok és folyók közelében fordul elő, különösen azokon, amelyekben sűrűn nőnek epifita növények (feltehetően azért, mert tápláléka gyakori ezeken a területeken).

## Alfajai
- Tamandua tetradactyla nigra
- Tamandua tetradactyla straminea
- Tamandua tetradactyla tetradactyla
- Tamandua tetradactyla quichua

## Megjelenése

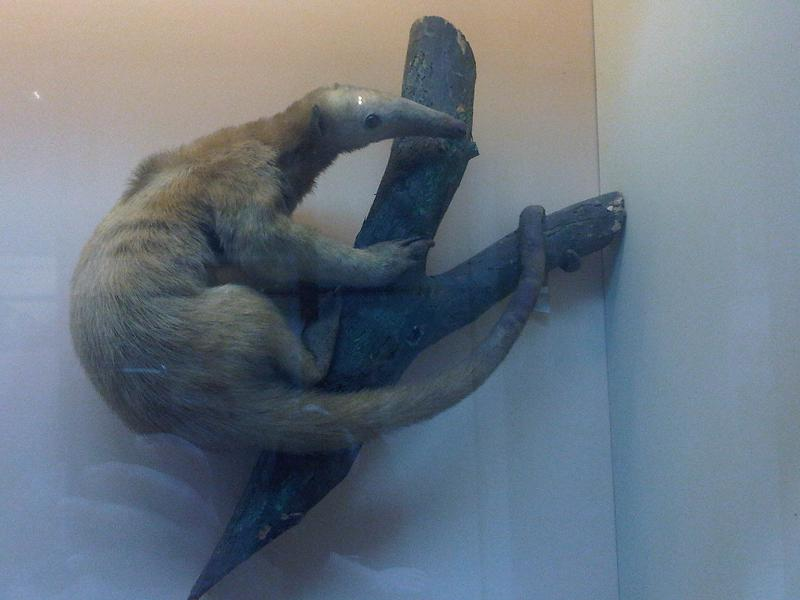
Kitömött déli dolmányos hangyász a londoni Természettudományi Múzeumban

Az állat hossza 52-67 centiméter, farokhossza 40-67 centiméter, és testtömege 3-6 kilogramm. A dolmányos hangyász szőrzete élőhelyétől függően eltérő, de túlnyomórészt a világos homokszín jellemző. Fekete vagy sötétbarna egyedek Peruban, Ecuadorban az Andok előhegységében, valamint az Amazonas deltájában fordulnak elő. Farka hosszú, pikkelyes és részben csupasz; ötödik kapaszkodólábként biztosan megtartja az állatot az ágon. Nyelve 40 centiméter hosszú is lehet. A hangyásznak nincs foga, ezért a táplálékot kizárólag a nyelvével veszi fel.

## Életmódja
A hangyász éjjel aktív, és magányosan a fákon él. Tápláléka termeszek, hangyák, méhek és méz. Fogságban legalább 9 évig él.

## Szaporodása
Az ivarérettséget körülbelül egyéves korban éri el. A párzási időszak ősszel van. A vemhesség körülbelül 6 hónapig tart, ennek végén 1 utód jön a világra. A nőstény hátán hordja kicsinyét az elválasztásig.

## Rokon fajok
A déli dolmányos hangyász legközelebbi rokona és a Tamandua nem másik faja az északi dolmányos hangyász (Tamandua mexicana).

## Érdekesség
A megzavart állat orrfacsaró bűzt terjeszt, ezért nevezik a bennszülöttek „büdös erdőlakónak”. Amikor a nőstény az ágak közt táplálékkeresésre indul a kölykével, előfordul, hogy lefekteti a kis hangyászt egy ágra, majd amikor jóllakott, érte megy. Egy fiatal állat gyomrában több mint fél kilónyi hangyát és hangyalárvát találtak.
Ritkán látható állatkertekben. Magyarországon az 1930-as években találkozhattak utoljára a látogatók ezzel a fajjal. A Szegedi Vadasparkban 2014 tavasza óta látható egy pár ebből a fajból.